# Георгій (Кореністов)
Гео́ргій (Корені́стов) — у миру Кореністов Олександр Васильович (26 березня 1900, Санкт-Петербург — 16 листопада 1979, Лодзь) — український релігійний діяч. Єпископ УАПЦ, єпископ Православної церкви Польщі. Архієпископ Лодзький та Познанський ПАПЦ.

## Біографія
Походить з купецької родини. З молодих років поступає до Почаївської лаври.
В 1921 році працював в Торунському таборі інтернованих фельдшером.
1922 року поступає до Віленської духовної семінарії, через рік переводиться до Волинської духовної семінарії в Кременці, котру й закінчив 1924 року.
В серпні 1924 року пострижений в монахи під ім'ям Георгій єпископом Пінським та Поліським Олександром (Іноземцевим), рукоположений в сан ієродиякона, в короткому часі по тому — ієромонаха.
Був в братії Почаївської Лаври, 1930 року отримав польське громадянство, 1931 року закінчив богословський факультет Варшавського університету, магістр богослов'я.
Був ігуменом обителі, в 1931–1932 роках — настоятель приходів у Радомі, згодом у Кельцях. У тому часі приходи втратили храми — відібрані польською владою для католицької церкви; богослужіння відправляли в приватних будинках.
1933 року зайняв місіонерський прихід у Львові, звідти переведений на посаду ігумена Жировицького монастиря. 1935 року призначений благочинним та настоятелем приходу в Лунінці на Поліссі. Як архімандрит з 1938 року був у складі Поліської духовної консисторії у Пінську.
8 лютого 1942 року в домашній церкві св. Миколая на Соборі в м.Пінську відбулася його хіротонія в єпископа Берестейського, вікарія Поліської єпархії, як першого рукоположеного архієрея Української автокефальної православної церкви (УАПЦ). Хіротонію звершили архієпископ Олександр (Іноземцев) і єпископ Полікарп (Сікорський). Він залишався на служінні в УАПЦ до грудня 1943 року.
З 1944 року проживав у Варшаві.
У грудні 1946 року був призначений тимчасовим управляючим Польської адміністратури на Повернених Землях.
У травні 1947 року направлений настоятелем в приход святого Олександра Невського у Лодзі митрополитом Варшавським і всієї Польщі Діонісієм (Валединським).
Через його причетність до УАПЦ рукоположення в сан єпископа оскаржувалося, визнане, однак, 31 грудня 1947 року.
1948 року призначений єпископом Лодзьким.
Квітнем 1948 року включений у Тимчасову колегію по управлінні Польською православною церквою — під головуванням архієпископа Тимофія (Шреттера).
У кінці червня 1948 року був представником делегації Православної церкви Польщі, котра прибула в Москву до Патріарха Алексія у справах відносин з Російською православною церквою.
22 червня 1948 року як єпископ Лодзький підписав акт про злучення Православної церкви Польщі та Московської й отримання Польською православною автокефалії.
З 1951 року — єпископ Лодзько-Познанський.
У квітні 1958 року зведений в сан архієпископа.
У квітні 1962 — травні 1965 та березні 1969-січні 1970 років тимчасово виконував обов'язки Предстоятеля Православної церкви Польщі.